# Charles de Neufville
 (décembre 2011).
Si vous disposez d'ouvrages ou d'articles de référence ou si vous connaissez des sites web de qualité traitant du thème abordé ici, merci de compléter l'article en donnant les références utiles à sa vérifiabilité et en les liant à la section « Notes et références ».
Charles de Neufville, marquis de Villeroy et d'Alincourt, baron de Bury (Boury-en-Vexin), seigneur de Magny, né vers 1566 et décédé le 18 janvier 1642 à Lyon, est un homme d'État français des XVIe et XVIIe siècles.

## Biographie
Charles de Neufville descend de la famille de Neufville de Villeroy, une famille de la noblesse lorraine, anoblie par Louis XII au XVe siècle. Il est le fils de Nicolas IV de Neufville de Villeroy, seigneur de Villeroy (1543-1617), et de Madeleine de L'Aubespine (1546-1596).
Il est secrétaire d'État des derniers Rois Valois et d'Henri IV, ainsi que gouverneur de Pontoise en 1588. Il commande alors 2 000 arquebusiers, 500 cavaliers et 4 000 soldats. Conseiller d'État, il devient d'abord lieutenant-général le 17 juin 1607, puis gouverneur de Lyon et du Lyonnais le 16 février 1612, et enfin ambassadeur à Rome. Grand maréchal des logis de France, chevalier du Saint-Esprit (5 janvier 1597), chevalier des ordres du Roi. 
La seigneurie de Villeroy, entrée dans la famille au milieu du XVIe siècle, est érigée en marquisat en janvier 1605, pour Charles de Neufville alors marquis d'Alincourt.

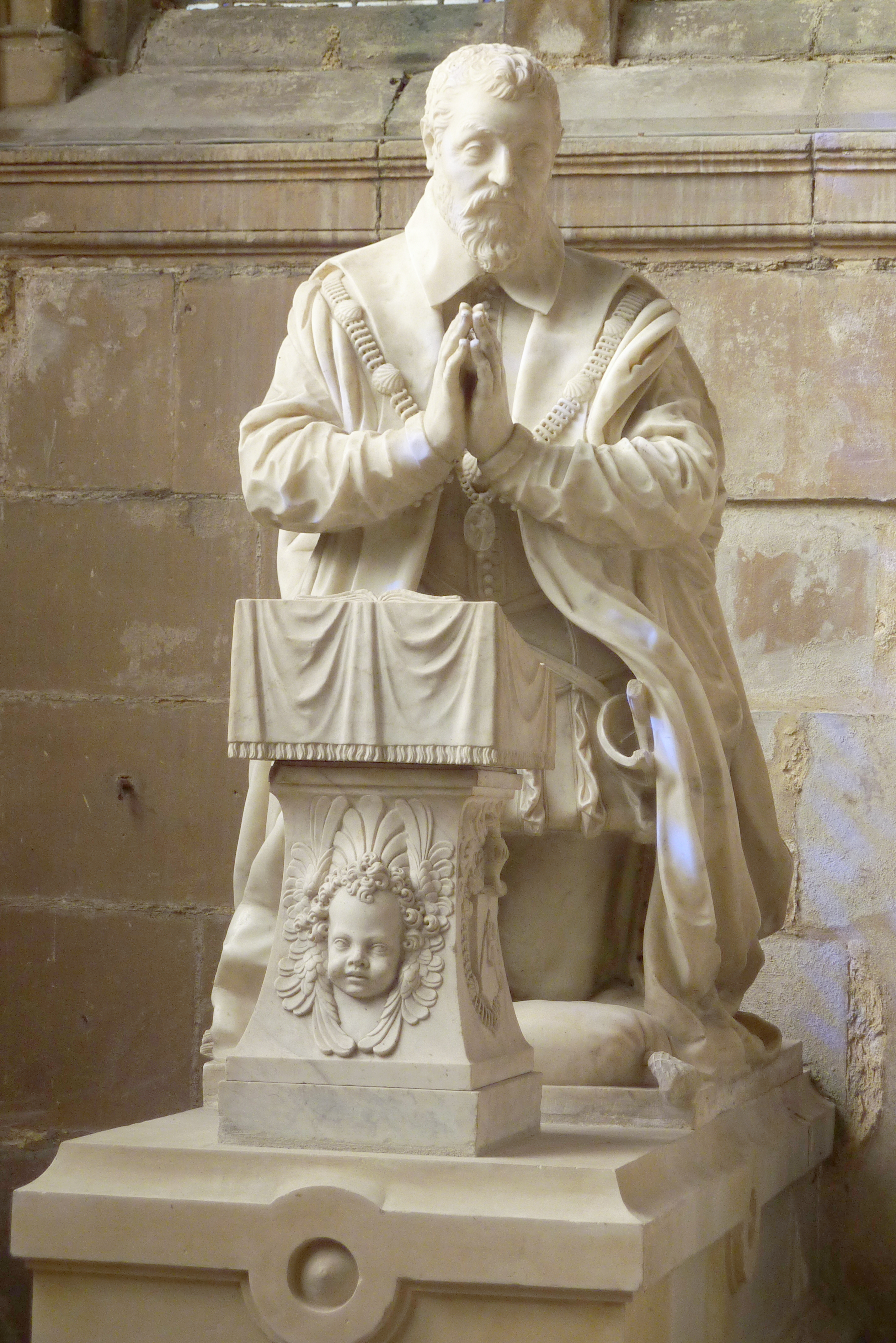
Orant de Neufville, Église Notre-Dame-de-la-Nativité de Magny-en-Vexin.

En 1616, il fonde avec son épouse, Jacqueline de Harlay, dont la sœur, Charlotte de Harlay, était religieuse carmélite, le Carmel de Lyon, en faisant venir de Paris sept religieuses. Le 9 octobre 1616, elles prennent possession de leur couvent situé sur les pentes de la Croix-Rousse, au lieu-dit la Gella.

### Mariages et descendance

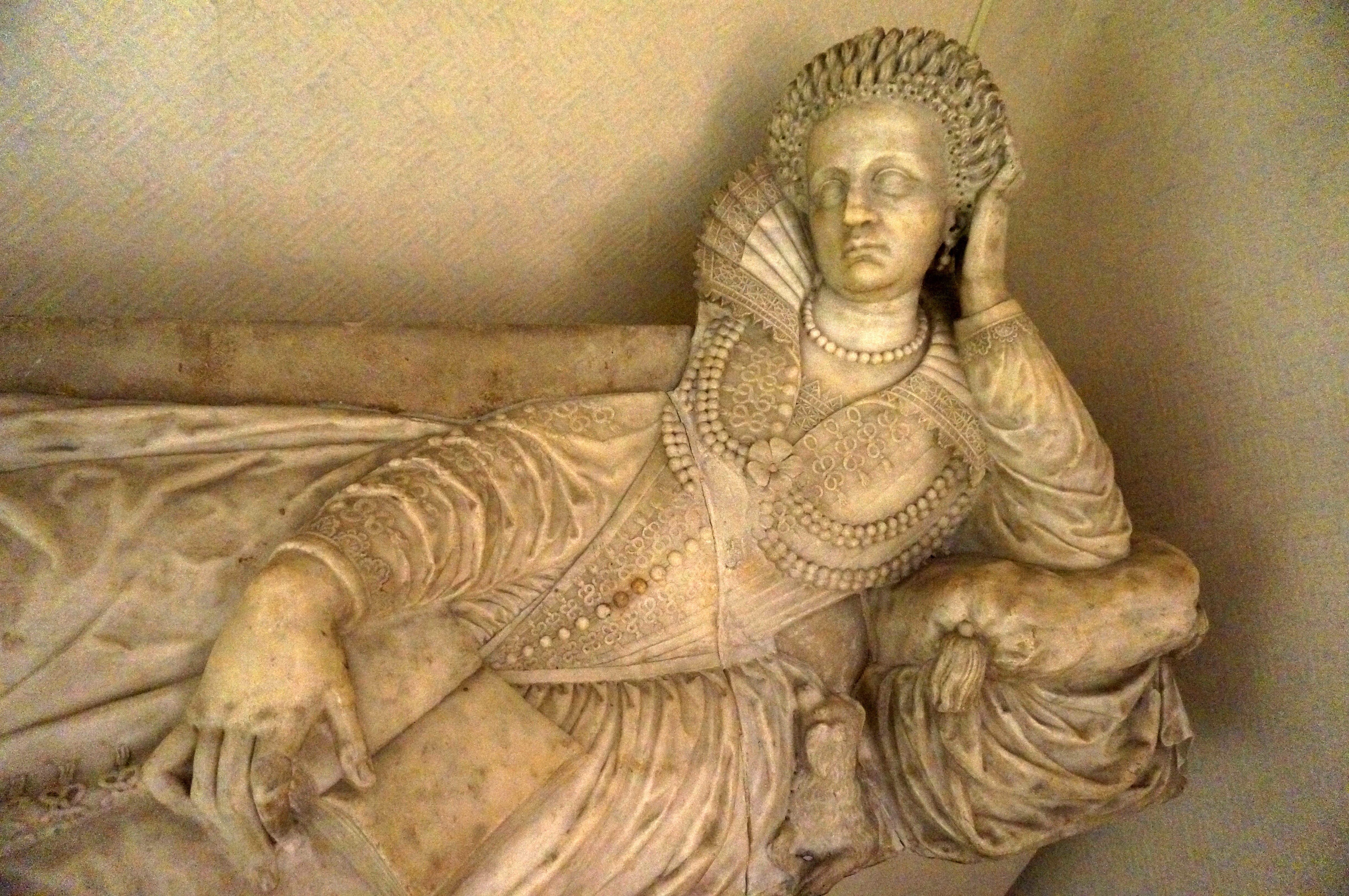
Gisant de Marguerite de Mandelot par Mathieu Jacquet, Musée de Laon.

Il épouse en 1588 Marguerite de Mandelot, dame de Pacy, 1570-1593, dont il eut deux filles :
- Catherine (décédée en 1657), mariée en 1610 à Jean de Souvré, marquis de Courtanvaux dont postérité
- Magdelaine (1592-novembre 1613), mariée en 1606 à Pierre Brulart[4].

Il se remaria en 1596 avec Jacqueline de Harlay († 1618), fille de Nicolas de Harlay, sieur de Sancy, et de Marie Moreau. Tous deux furent inhumés dans la chapelle du Carmel de Lyon, auquel ils avaient consenti d'importants bienfaits et où existent leurs portraits. Il eurent six enfants : 
- Nicolas de Neufville de Villeroy, 1er duc de Villeroy, maréchal de France (1598-1685), marié en 1617 avec Madeleine de Blanchefort-Créquy, dont postérité ;
- Camille de Neufville de Villeroy, archevêque-comte de Lyon (1606-1698) ;
- Ferdinand de Neufville de Villeroy, évêque de Saint Malo, puis évêque de Chartres (1608-1690) ;
- Henri de Neufville de Villeroy, décédé en 1628 ;
- Marie de Neufville de Villeroy (1609-1688), mariée avec Alexandre de Bonne, vicomte de Tallard, puis avec Louis de Champlais, baron de Courcelles, mort à Courcelles en 1659. dont postérité ;
- Lyon François de Neufville de Villeroy, décédé en 1639.

## Armoiries
| Blason | Blasonnement : D'azur au chevron d'or, accompagné de trois croisettes ancrées du même. |

## Sources et bibliographie
- Sa généalogie sur roglo.eu